# Gustav von Horn
Gustav Horn, ab 1855 von Horn, (* 13. März 1807 in Heidenheim an der Brenz; † 24. Dezember 1886 in Stuttgart) war ein deutscher Landwirt und Politiker.

## Leben
Als Sohn eines Kaufmanns geboren, studierte er nach dem Besuch des Gymnasiums in Hohenheim und einem Praktikum bei einem Domänenpächter an der Landwirtschaftlichen Hochschule Hohenheim und sammelte dann landwirtschaftliche Erfahrung in Schlesien, bevor er in Tübingen ein Studium der Kameralwissenschaften begann. Während seines Studiums wurde er 1829 Mitglied der Burschenschaft der Feuerreiter.  Nach seinem Studium erwarb er 1832 den Möhnhof bei Bartholomä und pachtete ab 1842 das Schloßgut in Ochsenhausen, wo er auch als Lehrer und Vorstand der neu gegründeten Ackerbauschule wirkte. Für seine Leistungen, insbesondere auch in seiner Arbeit im Oberamt Biberach und dessen landwirtschaftlichen Gremien, wurde er 1855 nobilitiert. 1862 reiste er zu Forschungszwecken nach England. Von 1868 bis 1870 war er für das Amt Ulm Mitglied des Württembergischen Abgeordnetenhauses. Er arbeitete ab 1871 als Landschätzer und verfasste zahlreiche Beiträge in Zeitschriften.

## Ehrungen
- 1855: Orden der Württembergischen Krone, Ritterkreuz
- Friedrichs-Orden, Ritterkreuz 1. Klasse
- Goldene landwirtschaftliche Verdienstmedaille
- Große Goldene Medaille für Kunst und Wissenschaft